# Théorème des nombres polygonaux de Fermat
Pour les articles homonymes, voir Théorème de Fermat.
En théorie additive des nombres, le théorème des nombres polygonaux de Fermat indique que tout entier strictement positif est une somme d'au plus {\displaystyle k} nombres {\displaystyle k}-gonaux (non nuls), de la forme {\displaystyle n+(k-2){\frac {n(n-1)}{2}}}.
C'est-à-dire que tout entier strictement positif peut être écrit comme la somme de trois nombres triangulaires ou moins, et comme la somme de quatre nombres carrés ou moins, et comme la somme de cinq nombres pentagonaux ou moins, et ainsi de suite.

## Exemples
Par exemple, trois représentations du nombre 17, sont montrées ci-dessous :
- 17 = 10 + 6 + 1 (nombres triangulaires) ;
- 17 = 16 + 1 (nombres carrés) ;
- 17 = 12 + 5 (nombres pentagonaux).

## Histoire
Le nom de ce théorème honore Pierre de Fermat, qui l'a énoncé sans preuve en 1638, promettant de le démontrer dans un travail séparé, qui n'est jamais paru,. Joseph-Louis Lagrange a démontré le cas carré en 1770 : c'est le théorème des quatre carrés de Lagrange, qui affirme que tout entier positif peut être représenté comme une somme de quatre carrés, par exemple, 7 = 4 + 1 + 1 + 1. Gauss a démontré le cas triangulaire en 1796, en commémorant l'occasion en écrivant dans son journal la ligne « ΕΥΡΗΚΑ! num = Δ + Δ + Δ »,, et publié une preuve dans son livre Disquisitiones arithmeticae. Pour cette raison, le résultat de Gauss est parfois connu comme le théorème Eureka. Le théorème des nombres polygonaux a finalement été démontré par Cauchy en 1813,. La démonstration de Nathanson est fondée sur le lemme suivant de Cauchy :
Pour tous entiers naturels impairs a et b tels que b2 < 4a et 3a < b2 + 2b + 4, il existe des entiers positifs s, t, u et v tels que a = s2 + t2 + u2 + v2 et b = s + t + u + v.

## Nombres nécessitant le maximum de termes dans leur décomposition

### Décompositions en sommes de nombres triangulaires
Les nombres {\displaystyle n} nécessitant trois nombres triangulaires dans leur décomposition en somme de tels nombres sont {\displaystyle 5=1+1+3,\quad 8=1+1+6,\quad 14=1+3+10,\quad 17,\quad 19,\quad 23,\quad 26,\ldots } Gauss a démontré que la condition nécessaire et suffisante est qu'au moins un exposant d'un facteur premier congru à 3 modulo 4 de {\displaystyle 4n+3} ait un exposant impair dans la décomposition de ce dernier. Ils forment la suite A020757 de l'OEIS.

### Décompositions en sommes de carrés
Les nombres ne pouvant pas s'écrire comme somme de moins de quatre carrés non nuls sont {\displaystyle 7=3\times 1+4,\quad 15=2\times 1+9+4,\quad 23=1+4+2\times 9,\quad 28,\quad 31,\quad 39,\quad 47,\quad 55,\quad 60,\ldots } Gauss a démontré que ces nombres sont ceux de la forme {\displaystyle 4^{a}(8k+7)} avec {\displaystyle a,k} entiers naturels. Ils forment la suite A004215 de l'OEIS.

### Décompositions en sommes de nombres pentagonaux
On ne connaît que six entiers ne pouvant pas s'écrire comme somme de moins de cinq nombres pentagonaux, à savoir {\displaystyle 9,\,21,\,31,\,43,\,55,} et {\displaystyle 89\,:}
On conjecture qu'il n'y en a pas d'autres, voir la suite A133929 de l'OEIS.

### Décompositions en sommes de nombres hexagonaux
Seuls {\displaystyle 11=1+1+1+1+1+6{\text{ et }}26=1+1+6+6+6+6} nécessitent six termes pour être écrits comme somme de nombres hexagonaux. En fait, tout entier {\displaystyle n} > 130 peut être exprimé comme somme d'au plus quatre nombres hexagonaux ; Adrien-Marie Legendre l'avait démontré en 1830 pour {\displaystyle n} > 1791 (voir la suite A007527 de l'OEIS).
On conjecture que pour tout {\displaystyle k\geqslant 5}, il n'existe qu'un nombre fini de décompositions nécessitant {\displaystyle k} termes,.